# Радоевич, Виктор
Ви́ктор Радо́евич (серб. Виктор Радојевић; 14 июля 2004, Младеновац) — сербский футболист, защитник клуба ТСЦ и молодёжной сборной Сербии.

## Клубная карьера
Виктор Радоевич является воспитанником футбольной академии столичного клуба «Црвена звезда».
В 2022 году футболист был внесён в заявку первой команды, но сразу Радоевич был отправлен в аренду в клуб Первой лиги «Графичар», где играл два сезона. В январе 2024 года футболист вернулся в «Црвену звезду» и в первом сезоне получил титул чемпиона Сербии.

## Карьера в сборной
С 2018 года Виктор Радоевич выступал за юношеские сборные Сербии разных возрастов.

## Достижения
«Црвена звезда»
- Чемпион Сербии: 2023/24